# Liste der Wappen in der Provinz Rieti
Die Liste der Wappen in der Provinz Rieti beinhaltet alle in der Wikipedia gelisteten Wappen der Orte in der Provinz Rieti in der Region Latium in Italien. In dieser Liste werden die Wappen mit dem Gemeindelink angezeigt. 

## Wappen der Provinz Rieti

Provinz Rieti
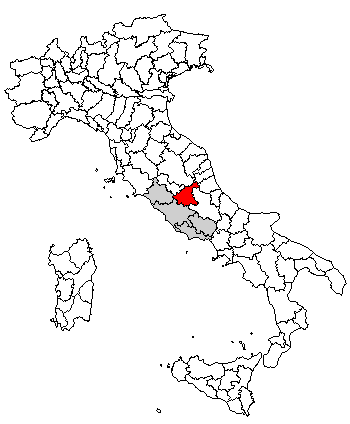
Lage der Provinz in Italien

## Wappen der Gemeinden der Provinz Rieti

Accumoli
Amatrice
Antrodoco
Ascrea
Belmonte in Sabina
Borbona
Borgo Velino
Borgorose
Cantalice
Cantalupo in Sabina Auf silbernem Schild ein schwarzer Wolf mit blauem Stern. Es handelt sich um ein redendes Wappen, da Canta Lupo so viel wie der Wolf, der singt (heult) bedeutet.
Casaprota
Casperia
Castelnuovo di Farfa
Cittaducale
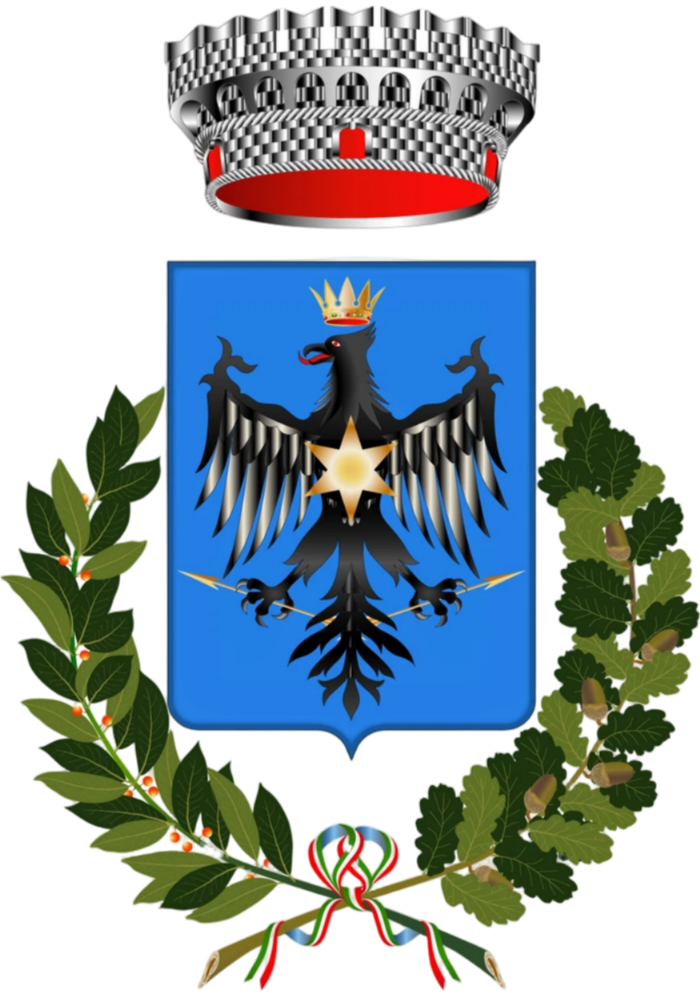
Cittareale
Collalto Sabino
Colle di Tora
Collegiove
Collevecchio
Colli sul Velino
Concerviano
Configni
Contigliano
Cottanello
Fara in Sabina
Fiamignano
Forano
Frasso Sabino
Greccio
Labro
Leonessa
Longone Sabino
Magliano Sabina
Marcetelli
Micigliano
Mompeo
Montasola
Monte San Giovanni in Sabina
Montebuono
Monteleone Sabino Auf rotem Schild ein aufrechter goldener Löwe, der drei goldene Berge in den Pfoten hält. Es handelt sich um ein redendes Wappen, da Monteleone Löwenberg bedeutet.
Montenero Sabino
Montopoli di Sabina
Morro Reatino
Nespolo Das Wappen zeigt auf gespaltenem Schild den Ortspatron, den Hl. Sebastian und eine Mispel (italienisch = Nespolo) von der der Ort seinen Namen hat.
Orvinio Auf blauem Schild eine silberne Burg mit einem Baum in natürlichen Farben; darüber ein aufrechter, silberner Hund mit rotem Halsband. Das Wappen spielt auf den alten Namen des Ortes Canemorto an, der auf deutsch toter Hund bedeutet.
Paganico Sabino
Pescorocchiano
Poggio Bustone
Poggio Catino
Poggio Mirteto
Poggio Moiano Auf blauem Schild ein roter, zinnenbewehrter Turm, davor ein silbernes Band mit drei goldenen Bergen.
Poggio Nativo
Poggio San Lorenzo Auf blauem Schild der Ortspatron Laurentius von Rom
Posta
Pozzaglia Sabina Auf silbernem Schild ein roter gemauerter Brunnen, darauf ein Hahn in natürlichen Farben. Der Tradition nach leitet sich der Ortsname von Pozzo Gallo her, was auf deutsch Hahn-Brunnen bedeutet. Insofern handelt es sich um ein redendes Wappen.
Rieti Geteilter Schild. Oben auf rotem Grund zwei Figuren in Silber. Eine Frauenfigur mit einer Standarte und ein Reiter. Unten auf blauem Grund ein Netz mit drei silbernen Fischen. Die Figuren sollen Rhea Silvia, legendäre Namensgeberin der Stadt, darstellen, die Manius Curius Dentatus, dem römischen Eroberer Rietis die Stadtfahne reicht. Die Fische weisen auf den Fischreichtum der Flüsse im Gebiet von Rieti hin.
Rivodutri
Rocca Sinibalda
Roccantica
Salisano
Scandriglia
Selci
Stimigliano
Tarano
Toffia
Torri in Sabina
Torricella in Sabina
Turania
Vacone

## Gemeinde ohne Wappen
Varco Sabino